# Nergis
Nergis ist ein türkischer weiblicher Vorname persischer Herkunft.

## Herkunft und Bedeutung
Der im Türkischen verwendete Vorname wird mit einem türkischen İ-Punkt geschrieben. Er wird als NERGİS in Großbuchstaben und Nergis in Kleinbuchstaben geschrieben. Er bedeutet Narzisse, Narzissenblüte und stammt letztendlich aus dem Griechischen und dem Namen Narcissus.
Dieser Name wiederum ist die latinisierte Form des griechischen Ναρκισσος (Narkissos); möglicherweise abgeleitet von ναρκη (narke), was Schlaf, Betäubung/Erstarrung bedeutet. Narkissos war ein wunderschöner Jugendlicher in der griechischen Mythologie, der so lange auf sein eigenes Spiegelbild starrte, bis er schließlich starb und in eine Narzissenblume verwandelt wurde.
Dieser Name taucht kurz in den Briefen des Neuen Testaments auf und wurde auch von einigen frühen Heiligen getragen, darunter einem Patriarchen Jerusalems aus dem 2. Jahrhundert. Es wurde bis heute vor allem in katholischen Gebieten verwendet, normalerweise zu Ehren des Heiligen im Gegensatz zum mythologischen Charakter.

## Namensträgerinnen
- Nergis Mavalvala (* 1968), pakistanisch-US-amerikanische Physikerin parsischer Herkunft
- Nergis Usta (* 1977), in Berlin lebende türkische Filmregisseurin

## Familienname
- Can Nergis (* 1985), türkischer Schauspieler und Model.